# Dosinia lincta
Dosinia lincta är en musselart som först beskrevs av Pulteney 1799.  Dosinia lincta ingår i släktet Dosinia, och familjen venusmusslor. Arten är reproducerande i Sverige.